# エリック・リンド
エリック・リンド（Erik Lindh,1964年5月24日 - ）は、スウェーデンの卓球選手。ソウルオリンピック男子シングルス銅メダリスト。ヨーロッパ選手権男子ダブルス優勝2回。
左利きで、バックハンドサービスを多用し、両ハンドからのループドライブを武器に活躍。ヤン＝オベ・ワルドナーらとともに1980年代〜1990年代のスウェーデン黄金時代に貢献した。オリンピックにも1988年のソウルオリンピック、1992年のバルセロナオリンピックの2大会に出場を果たした。

## 主な成績
- 世界卓球選手権団体優勝（1989年、1991年、1993年）、準優勝（1983年、1985年、1987年、1995年）
- ヨーロッパ卓球選手権ダブルス優勝（1986ワルドナーと、1992年パーソンと）、準優勝（1984年ワルドナーと）
- ヨーロッパトップ12優勝（1991年）
- ヨーロッパユース選手権ダブルスジュニアの部優勝（1979年）